# Slutet system
Ett slutet system är ett system som, beroende på omständigheterna, inte utbyter en viss kvantitet med sin omgivning. Inom termodynamiken är ett slutet system vanligen ett system som kan utbyta energi, men inte partiklar, med sin omgivning. Det skiljer sig således från ett isolerat system, som varken kan utbyta energi eller partiklar med omgivningen, och ett öppet system, som kan utbyta både energi och partiklar.
Inom kvantmekaniken är ett slutet system vanligtvis ett system som kan beskrivas med Hamiltonformalismen, det vill säga ett system som har en väldefinierad Hamiltonoperator och vars tidsutveckling beskrivs av Schrödingerekvationen. Hamiltonoperatorn kan vara tidsoberoende (konservativt system) eller tidsberoende. Ett öppet system inom kvantmekaniken kan till exempel beskrivas med kvantmasterekvationer.